# Symfonie nr. 6 (Simpson)
Robert Simpson componeerde zijn symfonie nr. 6 in 1977.
Het duurde vijf jaar eer dat Simpson na zijn symfonie nr. 5 zich opnieuw aan dit genre waagde. Symfonie nr. 6 werd bijna gelijktijdig gecomponeerd met Symfonie nr. 7, net zoals zijn Symfonie nr. 4 en nr. 5 bijna gelijktijdig gecomponeerd werden. De symfonie is in opdracht geschreven van het London Philharmonic Orchestra, dat onder leiding van sir Charles Groves de première verzorgde op 8 april 1980. 
De symfonie van een half uur bestaat uit één lang deel; dat weliswaar in twee delen is gesplitst, maar die delen vloeien in elkaar over (na ongeveer 14 minuten). De symfonie is opgedragen aan gynaecoloog Ian Craft, die Simpson het idee gaf een symfonie te schrijven die parallel loopt aan het leven zelf. Simpson nam de uitdaging aan en leverde deze symfonie af. Tot aan de splitsing van de delen, zou de symfonie het leven voor de geboorte weergeven; daarna het leven en dood. Simpson gaf echter aan dat de symfonie niet programmatisch moet worden beschouwd; het is enkel een interpretatie. Dat de componist zelf ook nog een medische studie had gevolgd, was mooi meegenomen.
Uit de compositie blijkt het karakter van Simpson zelf; hij omschreef zichzelf als anti-pessimist. De toonzetting is daarom gematigd vrolijk te noemen; er komen geen 'donkere' gedeelten in voor. Ook de instrumentatie is licht met nauwelijks basstemmen. Het heeft wel het effect dat men zich kan afvragen wanneer de symfonie echt begint. Pas aan het eind komt het werk op gang. 